# Прохоров, Валентин Андреевич
Валенти́н Андре́евич Про́хоров (18 сентября 1924, Никольское, Тамбовский уезд, Тамбовская губерния, СССР — 22 июля 1983, Воронеж, СССР) — советский топонимист, историк-краевед, действительный член Географического общества СССР, радиожурналист.

## Биография
Родился в 1924 году в деревне Никольское (ныне Мордовский район Тамбовской области).
Стал работать руководителем редакции «Последних известий» Воронежского государственного радио, и уже тогда стал увлекаться изучением топонимов. Сначала Прохоров собирал названия селений Воронежской области (первая книга — «Вся Воронежская земля», 1973), затем издал книгу «Надпись на карте», где кратко рассказал об истории и названиях населённых пунктов Воронежской, Тамбовской, Липецкой, Орловской и Белгородской областей. Он переписывался со старожилами, искал информацию в архивах, вёл картотеку.
В 1981 году вышла отдельная книга по Липецкой области — «Липецкая топонимия». Через два года В. А. Прохоров умер.
Планируется переиздание книги «Вся Воронежская земля».

## Основные публикации
- Прохоров В. А. Вся Воронежская земля: Краткий историко-топонимический словарь / Худож. А. В. Зайцева. — Воронеж: Центр.-Чернозем. кн. изд-во, 1973. — 368 с. — 10 000 экз.
- Прохоров В. А. Надпись на карте: Географические названия Центрального Черноземья / Худож. В. А. Пресняков. — Воронеж: Центр.-Чернозем. кн. изд-во, 1977. — 192 с. — 25 000 экз.
- Прохоров В. А. Липецкая топонимия. — Воронеж: Центр.-Чернозем. кн. изд-во, 1981. — 160 с. — 10 000 экз.